# ピオネール 2M

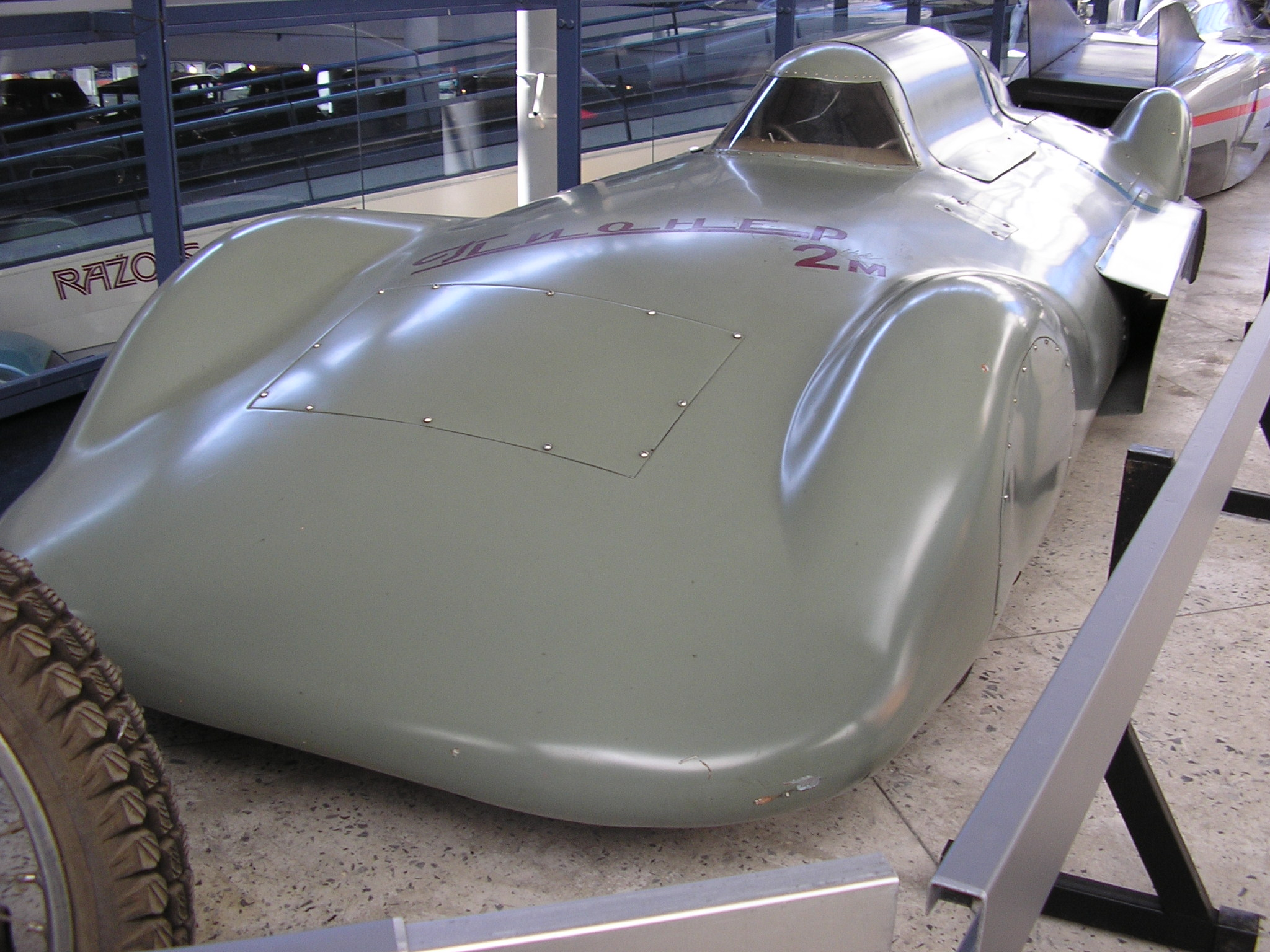
リガ自動車博物館で展示されるピオネール 2M

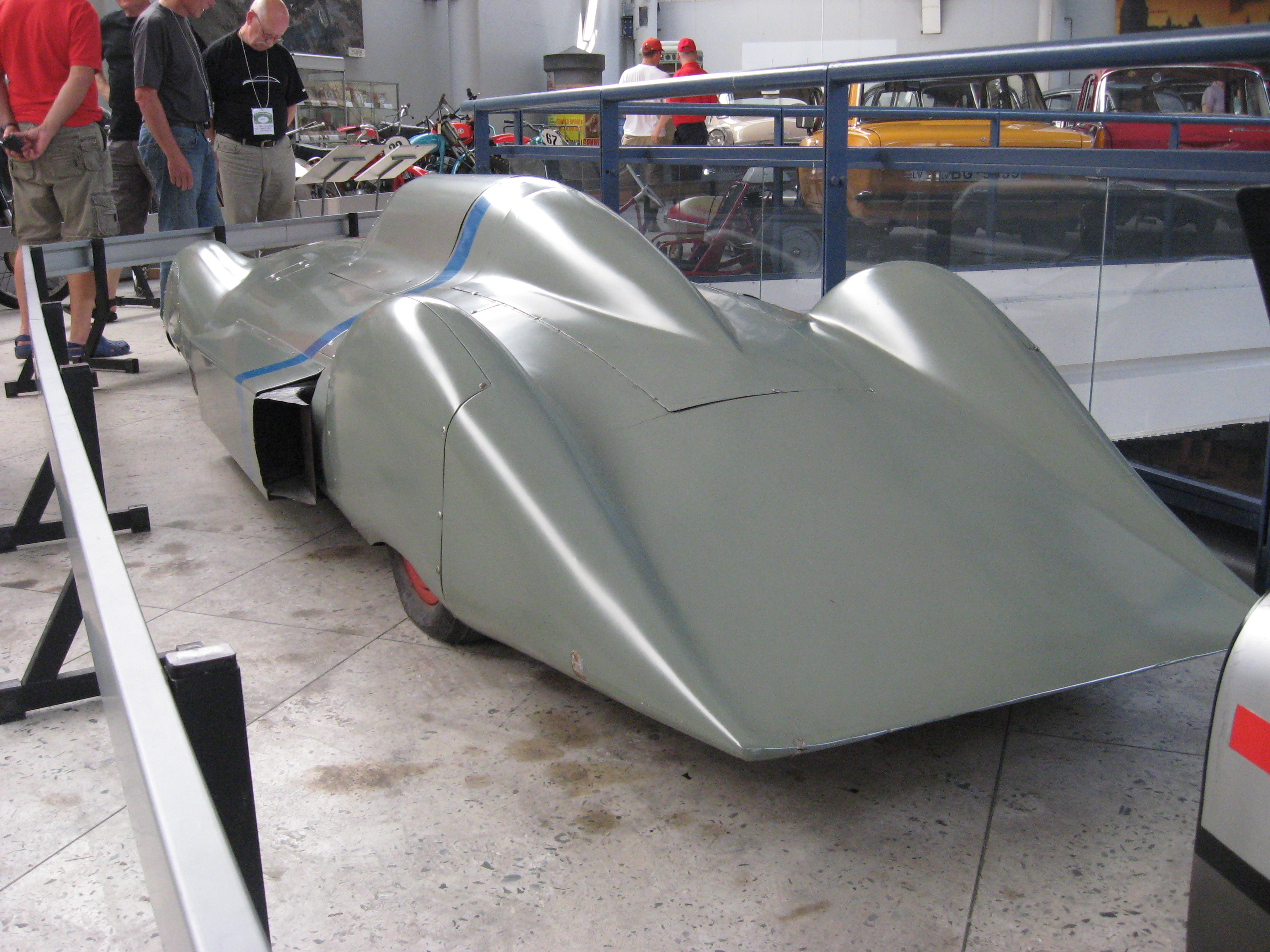
後部から見たピオネール 2M

ピオネール 2M（ロシア語: Пионер-2М）はソビエト連邦の自動車の速度記録車で1961年にイリヤ・ティホミロフ（ Ilya Aleksandrovich Tikhomirov）の指導で製造された。車体はアルミ製で車輪はマグネシウム合金製である。動力は2基の、それぞれ50000rpmで出力800馬力を発揮するガスタービンエンジンを運転席付近の両側に備える。
1963年9月1日、ティホミロフはピオネール 2Mにより塩湖バスクンチャク湖の塩類平原部にて時速311.419キロメートル（時速193.506マイル）を達成し、グループVIIIの記録を打ち立てた。ピオネール 2Mはソビエト連邦最速の車となり、その記録は1972年まで続いた。